# C7H5Cl3
化学式C7H5Cl3（摩尔质量：195.48 g/mol）可能指：
- 三氯甲苯，混合CAS号：？
  - 2,3,4-三氯甲苯，CAS号：7359-72-0 
  - 2,3,5-三氯甲苯，CAS号：56961-86-5 
  - 2,3,6-三氯甲苯，CAS号：2077-46-5 
  - 2,4,5-三氯甲苯，CAS号：6639-30-1 
  - 2,4,6-三氯甲苯，CAS号：23749-65-7 
  - 3,4,5-三氯甲苯，CAS号：21472-86-0
- 苯氯仿，CAS号：98-07-7